# Szakóca

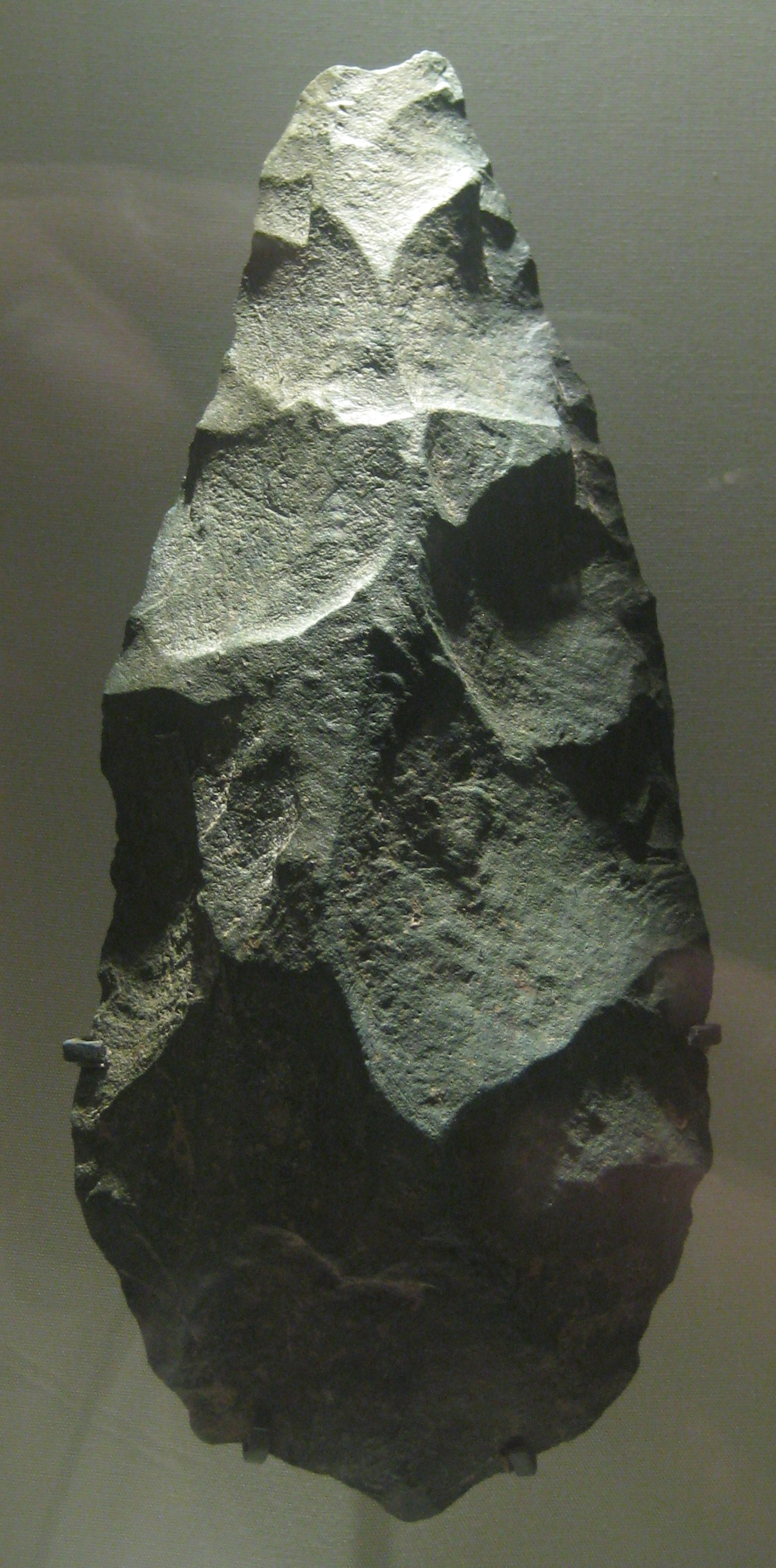
Az Olduvai-szurdokban talált, mintegy 1,2 millió éves szakóca az olduvai kultúra tárgyi emléke a British Museumban

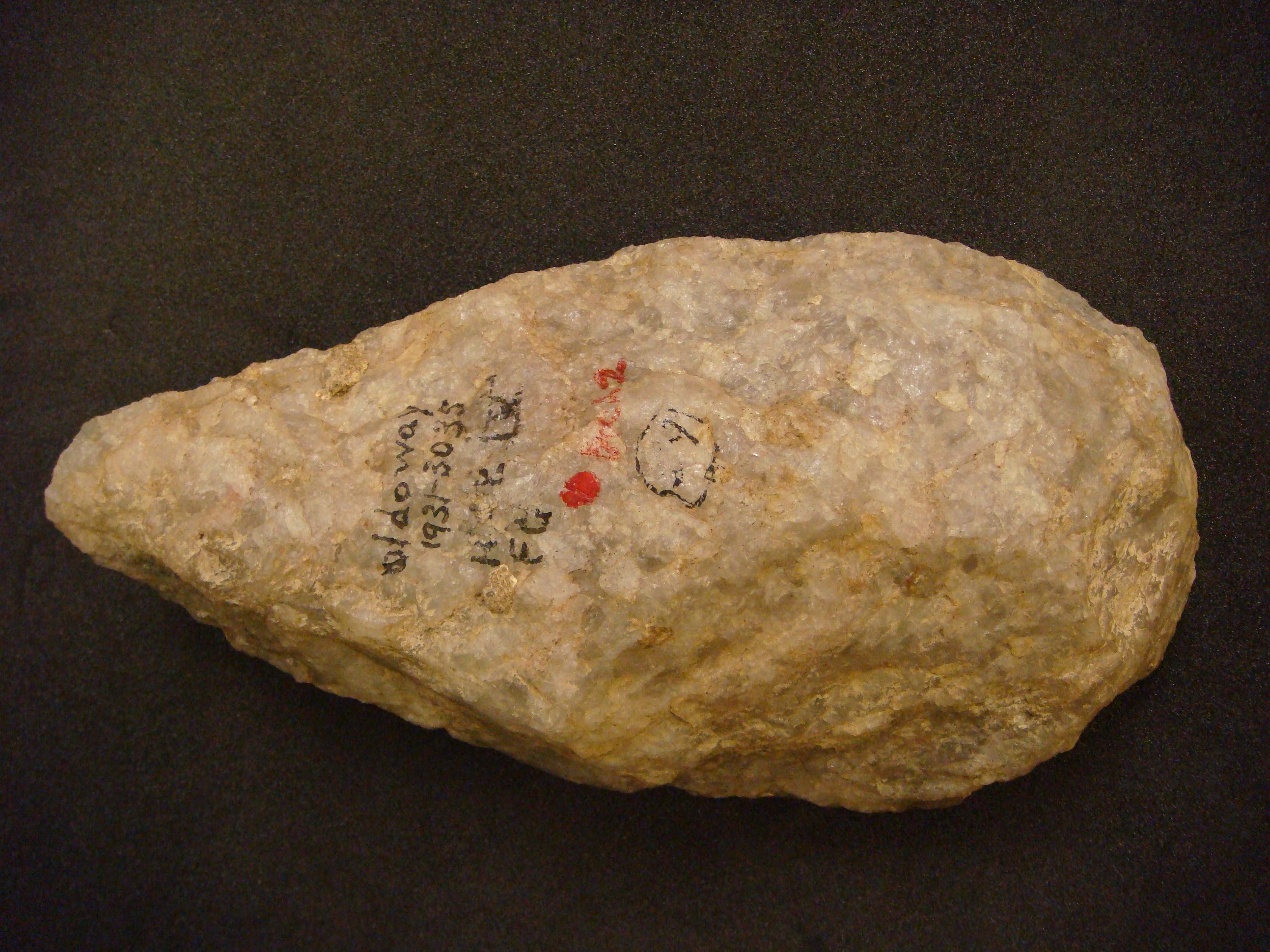
Primitív, gránitból készült szakóca a British Museumból

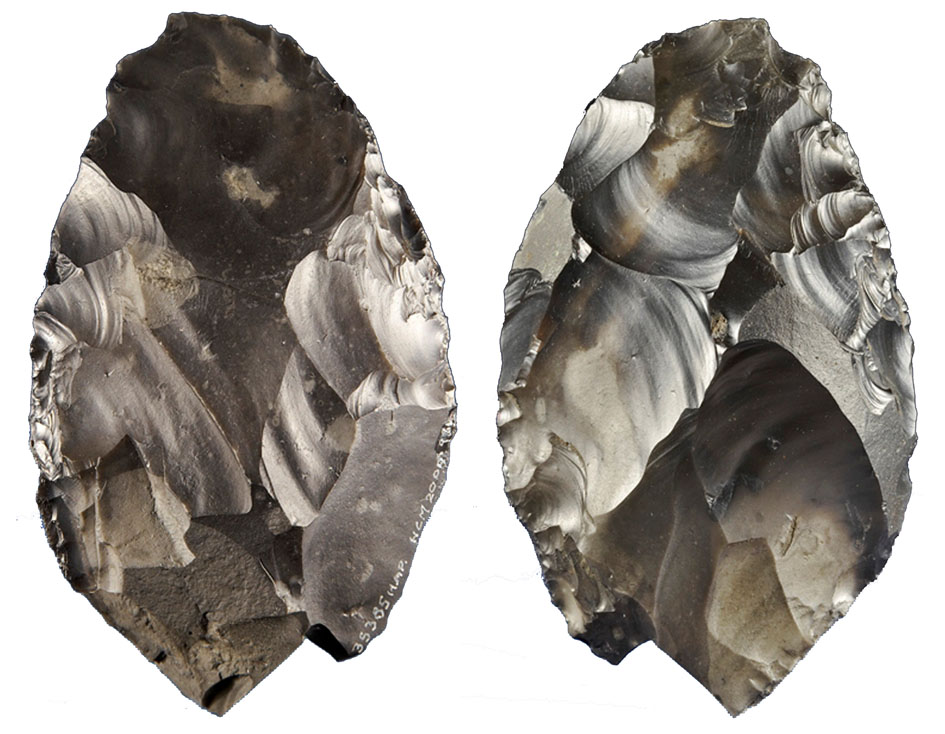
Ezt a kb. éves, obszidiánból pattintott szakócát 2000-ben egy kutyáját sétáltató járókelő találta a Norfolk megyei Happisburgh-ben a tengerparton

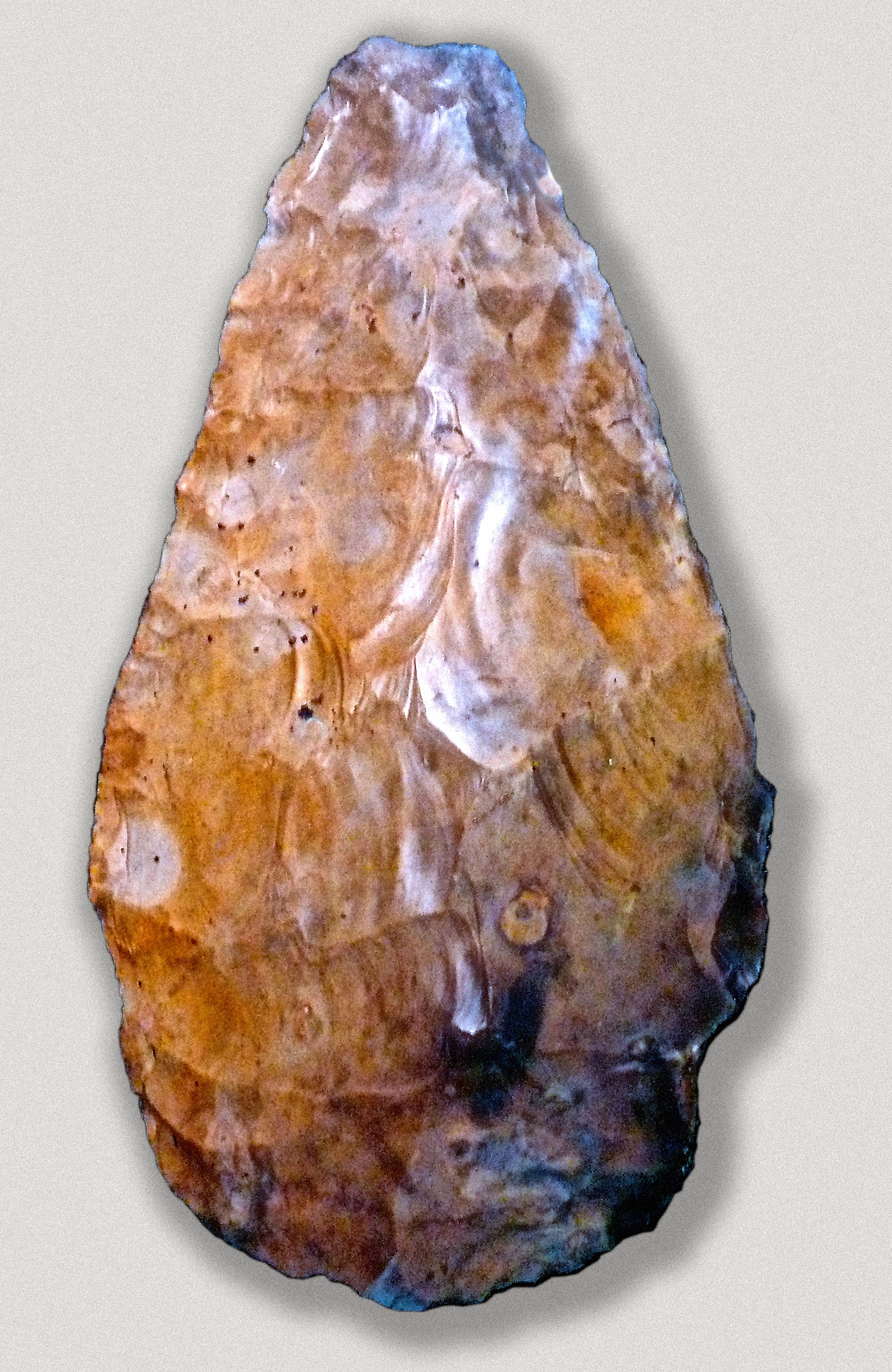
Az angliai Berkshire-ben talált, 40 cm hosszú szakóca. A kutatók szerint túl nagy ahhoz, hogy használati tárgynak alkalmas lett volna, ezért valamiféle kultikus szerepet próbálnak tulajdonítani neki.

A szakóca a korai és középső paleolitikumban használt pattintott kőeszköz. A kifejezést a németből tükörfordított marokkő (ökölkő) helyett Herman Ottó vezette be a magyar szakirodalomba (MNL). Mivel ezt a szót nem maga alkotta, hanem egy meglévő szót (a  Pallas Nagylexikona szerint „téli halászatnál lékelésre szolgáló jégvágó fejsze”), ruházott fel új jelentéssel, ez számos félreértés forrásává vált. Így több internetes oldalon mindmáig él az a tévhit, hogy a szakócának valamiféle rövid nyele lett volna, illetve hogy baltaként használták — minderre az eszköz teljesen alkalmatlan. Így például ez a színmagyar kifejezés szerepel az idegen szavak internetes szótárában is, méghozzá „rövid nyelű fejsze” jelentéssel. A félreértést erősen elősegíti az eszköz angol neve (handaxe); a fordítási hibák még a tudományosnak tekintett könyvekben is tömegesek.

## Története
A paleolitikum korai fázisában, mintegy 1,5 millió éve alakult ki. A chelles-i kultúra kezdetének kimondottan a szakóca megjelenését szokás tekinteni; ezen álláspont hívei szerint ez volt az első, ember által készített, „teljesen kész alakú” kőeszköz (Szemjonov, 1973). A chelles-i és az acheuli kultúra teljes idején, a nagy kiugrásig a leletegyüttes meghatározó darabja maradt; a kései paleolitikum (moustiéri kultúra) leletegyütteséből már hiányzik. Ez annyit tesz, hogy használta már a Homo erectus — és vele párhuzamosan a Homo habilis — is, és használta ezelőtt 28 000 évvel az utolsó neandervölgyi ember is. Az emberiség történetében ez a leghosszabb ideig használt szerszám.

## Alakja, anyaga
Csepp (mandula, ovális, lándzsahegy, háromszög) alakú, egy kézbe fogható vágóeszköz. Hossza 5–30 cm között változó. Rendszerint elő- és hátlapja is domború. A csepp szélesebb fele simult az ember markába, keskenyebb, kihegyesedő felének mindkét oldalát mindkét oldalról (bifaciálisan) vágóéllé alakították. Az él lefutása zegzugos. A marokba illeszkedő részt, ha megfelelő alakú volt, nem munkálták meg, egyéb esetekben kézhez igazították; ilyenkor az egész felületet durván, kemény technikával retusálták. A pattintás műveletében a szakóca a magkőből alakult ki; a szilánkokat (legalábbis eleinte) egyáltalán nem hasznosították. Előállításának technikája (magkőkészítés, lehasítás, kétoldali pattintás, szilánkoló retusálás, ütő retus) az acheuli időszak közepéig fejlődött, majd hanyatlásnak indult, ahogy a szakóca gazdasági szerepe csökkent. Egyes lelőhelyeken szilánkokból kialakított, cseppre alig emlékeztető alakú, szakócaszerű eszközök váltották fel (Szemjonov, 1973).
Vágóeszköz jellegének megfelelően lehetőleg minél keményebb kövekből pattintották; optimális alapanyaga a kova volt. A gyűjtőhely, illetve bánya soha nem volt a megmunkálás, illetve használat helyétől egyórányi útnál messzebb (Ridley, 2011). Tűzköves mészkövek hiányában a jóval nehezebben megmunkálható kvarckavicsból készítették, illetve viszonylag sok kvarcot tartalmazó kőzetekből (például gránitból) is. Az obszidián (savanyú kőzetüveg) kivételesen jól élezhető volt, de nagyon ritka.

## Elterjedése
Szakócákat találtak Afrikában, Európában, Észak- és Dél-Ázsiában. Érdekes, de készítésének és használatának tudománya Kelet-Ázsiába nem jutott el (Ridley, 2011).

## Használata
Használatának pontos módját nem sikerült rekonstruálni, és könnyen lehet, hogy ez nem is lehetséges. Abból a tényből ugyanis, hogy alakja teljes elterjedési területén és gyakorlatilag a használat teljes időtartama alatt alig változott, arra következtethetünk, hogy afféle univerzális eszköz lehetett, amit a különböző ökológiai fülkékben a legkülönbözőbb feladatokra használhattak. Ezek közül némelyekre nyilván jobban megfelelt, másokra pedig kevésbé, de ezen feladatokra nem fejlesztettek ki helyette más eszközöket, hanem ezekre is a szakócát használták több mint egy millió évig, csak fáradságosabban (Ridley, 2011).